# Mimosa mossambicensis
Mimosa mossambicensis är en ärtväxtart som beskrevs av John Patrick Micklethwait Brenan. Mimosa mossambicensis ingår i släktet mimosor, och familjen ärtväxter. Inga underarter finns listade i Catalogue of Life.